# Sweet Alibis
Pour plus de détails, voir Fiche technique et Distribution.
Sweet Alibis (chinois : 甜蜜殺機, Tian mi sha ji) est un film taïwanais réalisé par Lien Yi-chi, sorti en 2014. Le film mettant en vedette Alec Su comme un flic vétéran lâche et Ariel Lin comme une recrue excès de zèle qui font équipe pour résoudre des crimes en Kaohsiung.

## Distribution
- Alec Su
- Ariel Lin
- Matt Wu
- Lei Hong
- Lang Tsu-yun
- Ken Lin
- Chu Chih-ying
- Austin Lin
- Kao Meng-chieh
- Ma Nien-hsien
- Bebe Du
- Tao Chuan-cheng
- Lin Chia-ling
- Lee Kuo-hung
- Ruby Lin - Cameo

## Chanson thème
- "Lao Tian You Yan" (老天有眼) chanté par Alec Su (à l'origine chanté par Hei-pao dans les années 1980)

## Box-office
Le film a été le film numéro un à box-office Taiwan pour une semaine en janvier 2014, mais l'extrapolation globale a été décevante avec seulement NT$ 20,6 millions en dépit des critiques généralement positives. Le film a été un succès au box-office chinois en mars 2014, se classant juste derrière deux films taïwanais — You Are the Apple of My Eye et Black & White Episode 1 : The Dawn of Assault — dans l'extrapolation première semaine.